# Нюрнберзький філармонічний оркестр
Нюрнберзький філармонічний оркестр (нім. Nürnberger Philharmoniker) — німецький симфонічний оркестр, що базується в Нюрнберзі, офіційний музичний колектив Нюрнберзького державного оперного театру.
Заснований 1922 року в результаті об'єднання Міського оркестру Нюрнберга, що діяв від заснування Георгом Леонхард Аурнхаймером нюрнберзького Національного театру в 1803 р., з приватним філармонічним оркестром, заснованим 1880 року Гансом Віндерштайном. Крім участі в оперних постановках театру, оркестр виступає з симфонічними програмами в концертному залі «Майстерзінгерхалле». Музиканти оркестру регулярно влаштовують камерні концерти у фоє Нюрнберзького театру. Крім того, оркестр щорічно дає концерти просто неба.

## Керівники оркестру
- Альфонс Дрессель (1938—1944)
- Рольф Агоп (1946—1948)
- Альфонс Дрессель (1948—1955)
- Еріх Риде (1956—1964)
- Ганс Гірштер (1965—1988)
- Крістіан Тілеман (1988—1992)
- Еберхард Клоке (1993—1998)
- Філіпп Оген (1998—2005)
- Крістоф Прік (з 2006)